# AEW x NJPW: FORBIDDEN DOOR
AEW x NJPW: FORBIDDEN DOOR（フォービドゥン・ドア）は、AEWと新日本プロレスが合同で開催するプロレス興行。また、同興行を扱うPPVの名称である。

## 概要
2021年1月、アメリカのAEWは日本の新日本プロレスと提携を開始。
2022年4月15日、両プロモーションによる共同プロモーションイベントの企画が進行中であると報じられた。4月20日、AEWダイナマイトにてAEWのトニー・カーン社長、新日本プロレスの大張髙己社長が登壇し、合同興行「Forbidden Door（禁断の扉）」を6月26日にシカゴのユナイテッド・センターで開催する事を発表。このことは極秘プロジェクトとされ、大張社長が渡米し、来場していることすら極秘となっていた。
2023年3月16日、トロントにて第二回大会が行われることが発表された。AEWにとっては米国外で開催される初のPPV大会であり、新日本プロレスにとってもカナダで開催される初のPPVとなる。
2025年にロンドンで開催予定。

## 試合結果

### 2022

#### プレショー
| タッグマッチ                                                         |                                               |                                                       |
| ●アーロン・ソロウ QTマーシャル                                       | 8分43秒 消灯→片エビ固め                       | YOSHI-HASHI 後藤洋央紀○                               |
| シングルマッチ                                                       |                                               |                                                       |
| ●ニック・コモロト                                                    | 6分08秒 ブラックアウト→片エビ固め             | ランス・アーチャー○                                   |
| タッグマッチ                                                         |                                               |                                                       |
| スワーブ・ストリックランド ○キース・リー                             | 12分08秒 ビッグバンカタストロフ→片エビ固め    | 金丸義信● エル・デスペラード                          |
| 8人タッグマッチ                                                      |                                               |                                                       |
| ○マックス・キャスター オースティン・ガン コルテン・ガン ビリー・ガン | 5分35秒 ダイビングエルボードロップ→片エビ固め | 上村優也 ケビン・ナイト ザ・DKC● アレックス・コグリン |

#### 本戦
| 6人タッグマッチ |                                                |                                                     |
| サミー・ゲバラ 鈴木みのる ○クリス・ジェリコ | 18分58秒 ジュダスエフェクト→片エビ固め         | 海野翔太● ウィーラー・ユウタ エディ・キングストン   |
| ROH世界タッグ＆IWGPタッグ選手権 3WAYマッチ |                                                |                                                     |
| キャッシュ・ウィーラー ○ダックス・ハーウッド (ROH世界タッグ王者組)                                                                                                 | -分-秒 ビッグ・リグ→体固め                     | グレート-O-カーン ジェフ・コブ （IWGPタッグ王者組） |
| キャッシュ・ウィーラー ○ダックス・ハーウッド (ROH世界タッグ王者組)                                                                                                 | -分-秒 ビッグ・リグ→体固め                     | ロッキー・ロメロ● トレント・バレッタ （挑戦者組）   |
| ※3チーム同時に試合を行い、いずれかの1選手が勝利した時点で決着となり、二冠王者となる。 ※ハーウッド＆ウィーラーがROH世界タッグ防衛＆IWGPタッグ新チャンピオンとなる。 |                                                |                                                     |
| AEWオールアトランティックチャンピオンシップ初代王座決定4WAYマッチ                                                                                                  |                                                |                                                     |
| ○PAC | 15分10秒 ブルータライザー                      | ミロ                                                |
| マラカイ・ブラック | 15分10秒 ブルータライザー                      | クラーク・コナーズ●                                 |
| ※4選手同時に試合を行い、いずれかの1選手が勝利した時点で決着とする。 ※PACがAEWオールアトランティックチャンピオンシップ初代王者となる。                              |                                                |                                                     |
| 6人タッグマッチ |                                                |                                                     |
| ●エル・ファンタズモ マット・ジャクソン ニック・ジャクソン | 13分01秒 ラスト・オブ・ザ・ドラゴン→片エビ固め | 鷹木信悟○ ダービー・アリン スティング               |
| AEW女子世界王座戦 |                                                |                                                     |
| ○サンダー・ロサ (第5代AEW女子世界王者) | 10分43秒 ファイナルレコニング                  | トニー・ストーム● （挑戦者）                        |
| ※王者が防衛に成功。 |                                                |                                                     |
| IWGP USヘビー級選手権 |                                                |                                                     |
| ○ウィル・オスプレイ （第16代IWGP USヘビー級王者） | 16分43秒 ストームブレイカー→片エビ固め         | オレンジ・キャシディ● （挑戦者）                    |
| ※王者が初防衛に成功。 |                                                |                                                     |
| スペシャルシングルマッチ |                                                |                                                     |
| ●ザック・セイバーJr. | 18分26秒 リコラボム→片エビ固め                 | クラウディオ・カスタニョーリ○                       |
| IWGP世界ヘビー級選手権 4WAYマッチ |                                                |                                                     |
| ○ジェイ・ホワイト (第5代IWGP世界ヘビー級王者) | 21分05秒 片エビ固め                            | ハングマン・ペイジ （挑戦者）                       |
| オカダ・カズチカ （挑戦者） | 21分05秒 片エビ固め                            | アダム・コール● （挑戦者）                          |
| ※王者が初防衛に成功。 |                                                |                                                     |
| AEW暫定世界王座戦 |                                                |                                                     |
| ○ジョン・モクスリー | 18分14秒 デスライダー→エビ固め                 | 棚橋弘至●                                           |
| ※モクスリーがAEW暫定世界王者となる。 |                                                |                                                     |

### 2023

#### プレショー
| 時間無制限１本勝負                                                   |                                                      |                                                                     |
| ブライアン・ケイジ ○スワーブ・ストリックランド カウン トーア・リオナ | 12分23秒、片エビ固め ※ダイビング・ダブルニードロップ | トレント・バレッタ ロッキー・ロメロ● チャッキーT エル・デスペラード |
| オーエン・ハート杯女子トーナメント1回戦（時間無制限1本勝負）         |                                                      |                                                                     |
| ○アテナ                                                              | 7分48秒、片エビ固め ※変型ガットバスター              | ビリー・スタークス●                                                 |
| 時間無制限1本勝負（時間無制限1本勝負）                               |                                                      |                                                                     |
| ○エル・ファンタズモ                                                  | 7分14秒、体固め ※CRⅡ                                 | ストゥ・グレイソン●                                                 |
| 時間無制限1本勝負（時間無制限1本勝負）                               |                                                      |                                                                     |
| ○鷹木信悟 高橋ヒロム BUSHI                                           | 7分30秒、片エビ固め ※MADE IN JAPAN                   | ジェフ・コブ カイル・フレッチャー TJP●                              |

#### 本戦
| AEW世界選手権試合（時間無制限1本勝負）                                              |                                                                 |                                                                                         |
| ○MJF （王者）                                                                       | 15分46秒、片エビ固め ダイアモンドリングを装着してのナックル攻撃 | 棚橋弘至● （挑戦者）                                                                    |
| オーエン・ハート杯男子トーナメント1回戦（時間無制限1本勝負）                        |                                                                 |                                                                                         |
| ○CM・パンク                                                                         | 13分40秒、片エビ固め GTS                                        | 小島聡●                                                                                 |
| AEWインターナショナル選手権試合4WAYマッチ（時間無制限1本勝負）                      |                                                                 |                                                                                         |
| ○オレンジ・キャシディ （王者）                                                      | 11分27秒、回転十字架固め                                        | ダニエル・ガルシア● （挑戦者）                                                          |
| 柴田勝頼 （挑戦者）                                                                 | 11分27秒、回転十字架固め                                        | ザック・セイバーJr. （挑戦者）                                                          |
| IWGP世界ヘビー級選手権試合（60分１本勝負）                                          |                                                                 |                                                                                         |
| ○SANADA （王者）                                                                    | 10分49秒、体固め ※ラウンディング・ボディープレス                | ジャック・ペリー● （挑戦者）                                                            |
| 時間無制限１本勝負                                                                  |                                                                 |                                                                                         |
| マット・ジャクソン ニック・ジャクソン アダム・ペイジ ○石井智宏 エディ・キングストン | 21分29秒、片エビ固め ※垂直落下式ブレーンバスター                | ジョン・モクスリー クラウディオ・カスタニョーリ ウィーラー・ユウタ● 竹下幸之介 海野翔太 |
| AEW女子世界選手権試合（時間無制限1本勝負）                                          |                                                                 |                                                                                         |
| ○トニー・ストーム （王者）                                                          | 10分27秒、片エビ固め ※ストーム・ゼロ                            | ウィロー・ナイチンゲール● （挑戦者）                                                    |
| IWGP USヘビー級選手権試合（60分1本勝負）                                            |                                                                 |                                                                                         |
| ○ウィル・オスプレイ （挑戦者）                                                      | 39分50秒、片エビ固め ※ストームブレイカー                        | ケニー・オメガ● （王者）                                                                |
| 時間無制限1本勝負                                                                   |                                                                 |                                                                                         |
| スティング ダービー・アリン ○内藤哲也                                               | 15分9秒、ジャックナイフ式エビ固め ※垂直落下式ブレーンバスター   | クリス・ジェリコ 鈴木みのる● サミー・ゲバラ                                             |
| 時間無制限1本勝負                                                                   |                                                                 |                                                                                         |
| ○ブライアン・ダニエルソン                                                           | 27分47秒、変型リバース・ダブルアームバー                        | オカダ・カズチカ●                                                                       |

### 2024

#### プレショー
| 第0-1試合 シングルマッチ                                        |                                             |                                                                              |
| ○カイル・フレッチャー                                           | 3分10秒 Brainbustaaaaahhhhh!!!!!→片エビ固め | セルペンティコ●                                                              |
| 第0-2試合 4WAYタッグマッチ                                      |                                             |                                                                              |
| ○ブロディ・キング マラカイ･ブラック カイル・オライリー 石井智宏 | 8分39秒 ゴンゾーボム→体固め                 | ゲイブ・キッド ロデリック・ストロング アイザイア・キャシディ● マーク・クエン |
| 第0-3試合 タッグマッチ                                          |                                             |                                                                              |
| ○中野たむ ウィロー・ナイチンゲール                              | 10分18秒 トワイライトドリーム               | 渡辺桃● クリス・スタットランダー                                             |
| 第0-4試合 「オーエン・ハート杯女子トーナメント」1回戦           |                                             |                                                                              |
| ○マライア・メイ                                                 | 8分33秒 ワンス・アポン・ア・タイム          | サラヤ●                                                                      |
| 第0-5試合 6人タッグマッチ                                       |                                             |                                                                              |
| ○ミスティコ ペンタ・エル・セロ・ミエド レイ・フェニックス       | 12分01秒 ラ・ミスティカ                     | 高橋ヒロム 辻陽太 ティタン●                                                  |

#### 本戦
| 第1試合 シングルマッチ                                  |                                             |                                                       |
| ○MJF                                                    | 9分51秒 垂直落下式ブレーンバスター→エビ固め | エチセロ●                                             |
| 第2試合 6人タッグマッチ                                 |                                             |                                                       |
| ○オカダ・カズチカ ニック・ジャクソン マット・ジャクソン | 13分01秒 レインメーカー→片エビ固め          | マックス・キャスター アンソニー・ボウエンズ 棚橋弘至● |
| 第3試合 オーエン・ハート杯トーナメント1回戦             |                                             |                                                       |
| ○ブライアン・ダニエルソン                               | 20分19秒 腕固め→レフェリーストップ          | 鷹木信悟●                                             |
| 第4試合 AEW女子世界選手権試合                           |                                             |                                                       |
| ○トニー・ストーム （王者）                              | 11分42秒 ストームゼロ→片エビ固め            | 白川未奈● （挑戦者）                                  |
| 第5試合 シングルマッチ                                  |                                             |                                                       |
| ○ザック・セイバーJr.                                    | 16分22秒 変形クラーキー・キャット           | オレンジ・キャシディ●                                 |
| 第6試合 6人タッグマッチ                                 |                                             |                                                       |
| ○フック サモア・ジョー 柴田勝頼                         | 14分02秒 ジュダス・エフェクト→片エビ固め    | ビッグ・ビル ジェフ・コブ クリス・ジェリコ●           |
| 第7試合 TNT選手権試合 6WAYラダーマッチ                  |                                             |                                                       |
| ○ジャック・ペリー マーク・ブリスコ リオ・ラッシュ       | 16分56秒 TNT王座獲得                        | 竹下幸之介 ダンテ・マーティン エル・ファンタズモ      |
| 第8試合 TBS＆STRONG女子選手権試合                       |                                             |                                                       |
| （TBS女子王者） ○メルセデス・モネ                       | 16分51秒 クロスフェイス                     | （STRONG女子王者） ステファニー・バッケル●            |
| 第9試合 IWGP世界ヘビー級選手権試合                      |                                             |                                                       |
| ●ジョン・モクスリー （王者）                            | 17分04秒 デスティーノ                       | 内藤哲也○ （挑戦者）                                  |
| ※内藤がIWGP世界ヘビー級新王者となる。                   |                                             |                                                       |
| 第10試合 AEW世界選手権試合                              |                                             |                                                       |
| ○スワーブ・ストリックランド （王者）                    | 27分06秒 JMLドライバー→片エビ固め           | ウィル・オスプレイ● （挑戦者）                        |